# Phyllodesma
Phyllodesma är ett släkte av fjärilar som beskrevs av Jacob Hübner 1820. Phyllodesma ingår i familjen ädelspinnare.

## Dottertaxa tillPhyllodesma, i alfabetisk ordning[1][2]
- Phyllodesma aestatis
- Phyllodesma alascensis
- Phyllodesma albofasciata
- Phyllodesma alice
- Phyllodesma ambigua
- Phyllodesma americana
- Phyllodesma amurensis
- Phyllodesma angelorum
- Phyllodesma arborea
- Phyllodesma ardens
- Phyllodesma arizonensis
- Phyllodesma baraudi
- Phyllodesma betulifolia
- Phyllodesma borealis
- Phyllodesma californica
- Phyllodesma canadensis
- Phyllodesma capreata
- Phyllodesma carpinifolia
- Phyllodesma celsivolans
- Phyllodesma cinerascens
- Phyllodesma clarinervata
- Phyllodesma coturnix
- Phyllodesma danieli
- Phyllodesma dubordieui
- Phyllodesma dyari
- Phyllodesma farahae
- Phyllodesma fasciata
- Phyllodesma ferruginea
- Phyllodesma flavescens
- Phyllodesma foliumsiccum
- Phyllodesma franciscana
- Phyllodesma fulvescens
- Phyllodesma glasunovi
- Phyllodesma grisea
- Phyllodesma grisescens
- Phyllodesma ilicifolium, Rödbrun bladspinnare
- Phyllodesma japonica
- Phyllodesma joannisi
- Phyllodesma kermesifolia
- Phyllodesma lutescens
- Phyllodesma mildei
- Phyllodesma nevadensis
- Phyllodesma obsoleta
- Phyllodesma occidentis
- Phyllodesma pallida
- Phyllodesma perambigua
- Phyllodesma pontica
- Phyllodesma preciosa
- Phyllodesma priapus
- Phyllodesma pseudambigua
- Phyllodesma puengeleri
- Phyllodesma rockiesensis
- Phyllodesma roseata
- Phyllodesma rubescens
- Phyllodesma rubicunda
- Phyllodesma rubra
- Phyllodesma rufescens
- Phyllodesma sakhalinensis
- Phyllodesma sanctilaurentis
- Phyllodesma sinina
- Phyllodesma suberifolia
- Phyllodesma suffusa
- Phyllodesma texana
- Phyllodesma transiens
- Phyllodesma tremulifolia
- Phyllodesma unicolor-rufescens
- Phyllodesma ussuriensis
- Phyllodesma veris
- Phyllodesma virescens
- Phyllodesma virgata
- Phyllodesma zinina

## Bildgalleri

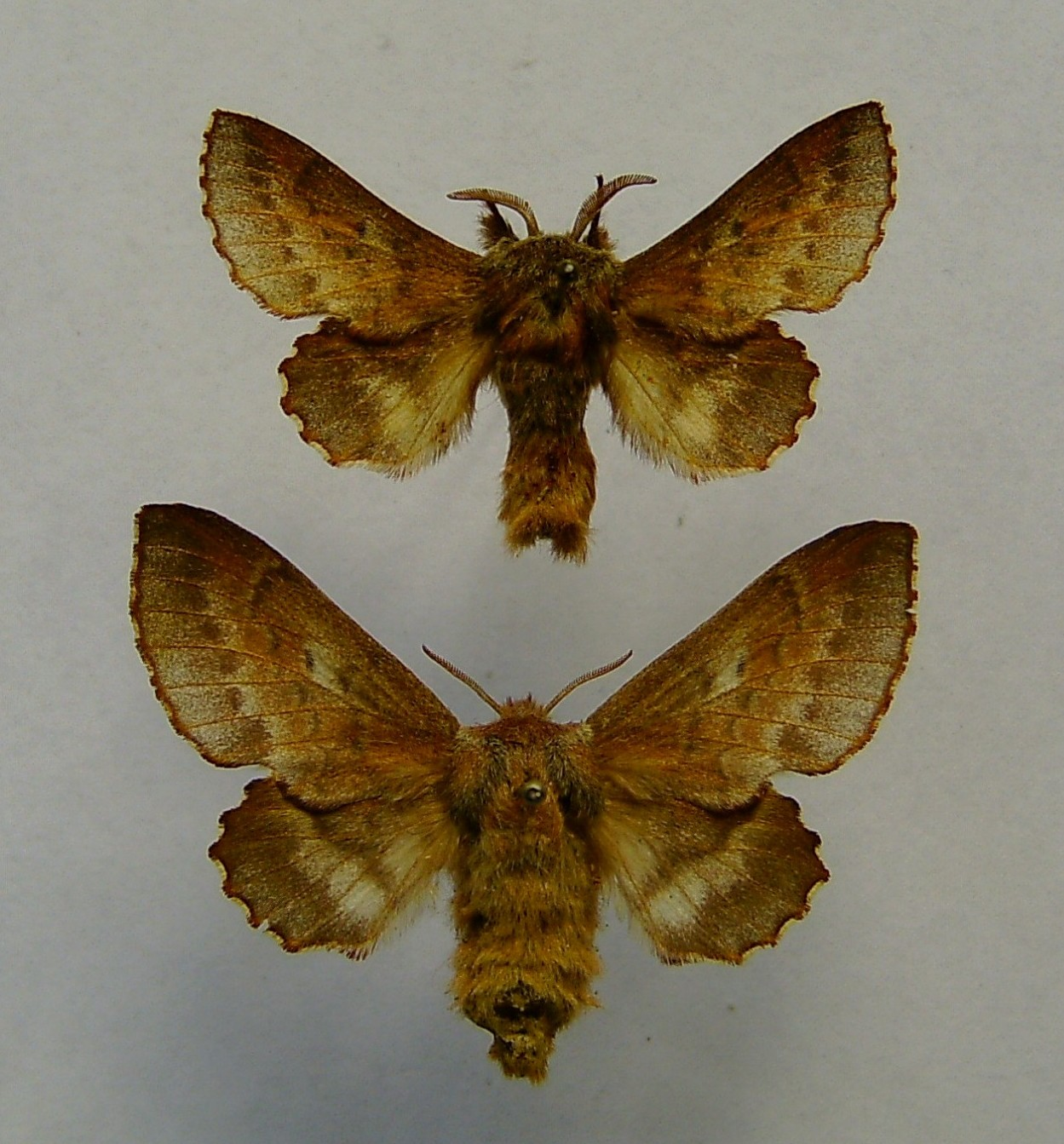
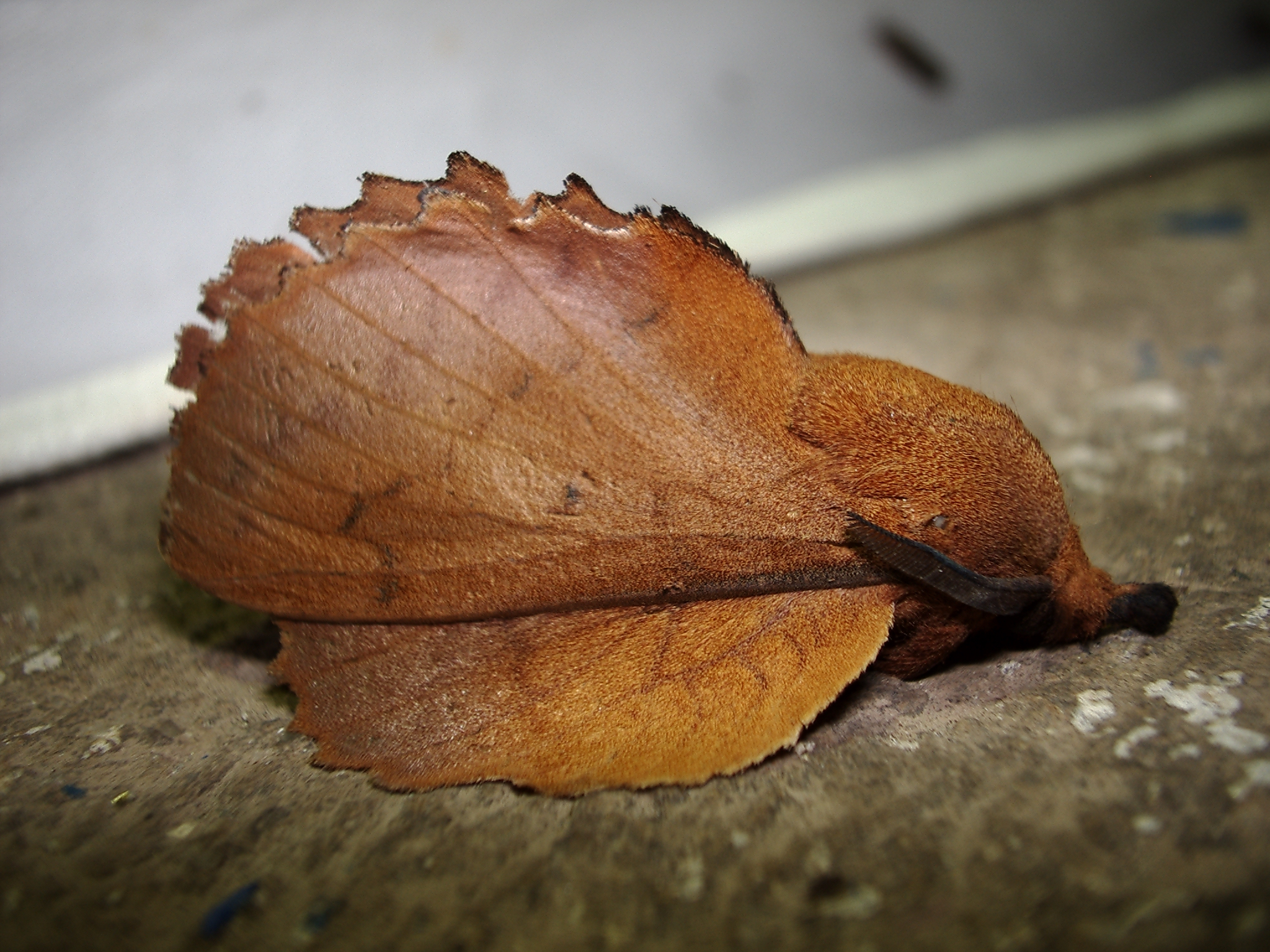